# جورج وودبريدج
جورج وودبريدج (بالإنجليزية: George Woodbridge)‏ هو مصمم أمريكي، ولد في 1930 في فلاشينغ ‏ في الولايات المتحدة، وتوفي في 19 يناير 2004 في نيويورك في الولايات المتحدة.